# NGC 1387
NGC 1387 (również PGC 13344) – galaktyka eliptyczna (E/SB0), znajdująca się w gwiazdozbiorze Pieca. Została odkryta 25 grudnia 1835 roku przez Johna Herschela. Galaktyka ta należy do gromady w Piecu.